# Cipolla bionda di Cureggio e Fontaneto
La cipolla bionda di Cureggio e Fontaneto è un tipo di cipolla bionda coltivata nei comuni di Cureggio e Fontaneto d'Agogna. Tradizionalmente, mentre le zone collinari erano destinate alla viticoltura, le zone pianeggianti dei due comuni sono state destinate principalmente alla coltivazione di patate e cipolle, a parte la produzione di foraggio per l'alimentazione animale.

## Storia
Non esistono o non sono ancora state trovate fonti scritte certe ed attendibili ma, secondo le testimonianze di persone ormai anziane, la coltura della cipolla a Cureggio è sempre stata tradizionale tanto che si ricorda che diversi contadini si recavano presso la stazione del treno per spedire cassette e sacchi di iuta di cipolle ai mercati di Torino e Milano che pare apprezzassero queste particolari cipolle. Si dice addirittura, ma anche qui le fonti non sono accertabili, che la stazione di Cureggio fosse stata costruita anche per favorire questo tipo di commercio ed approvvigionare in questo modo i mercati delle grandi città.
Con l'avvento del boom economico, come in molte parti dell'Italia rurale, c'è stato un progressivo abbandono dei campi che ha portato da un lato l'abbandono del territorio e dall'altro, per chi ancora si dedicava all'agricoltura, a scegliere colture meno onerose in termini di lavoro e più redditizie. Con questa situazione la coltura della cipolla è stata portata avanti solamente negli orti privati, soprattutto da anziani che negli anni hanno fortunatamente custodito i semi.
Nella generale riscoperta, soprattutto negli anni 2000, delle tradizioni contadine e dei prodotti tipici particolari e ormai ritenuti perduti, ci si è trovati ad avere la possibilità di ritornare a coltivare questa varietà di cipolla, grazie ad alcuni giovani contadini che hanno recuperato la semente presso alcuni anziani che ancora la producevano nei propri orti.
Grazie all'interessamento e agli sforzi della Pro Loco di Fontaneto d'Agogna, che ha contattato l'associazione Slow Food, si è quindi ripartiti a considerare la coltivazione della cipolla come possibilità sia per recuperare tipicità sia per far conoscere meglio questo territorio.
Data la presenza di due tipologie di cipolla (bionda e rossa) si è stabilito di puntare tutto sulla varietà bionda per le sue caratteristiche organolettiche. Attualmente la cipolla bionda di Cureggio e Fontaneto è presidio Slow Food, primo presidio nella provincia di Novara, e la coltivazione è affidata a diversi piccoli produttori, come da scelta della Pro Loco di Fontaneto, titolare del marchio, che ha preferito puntare sulla piccola produzione per preservare la qualità del prodotto rispetto alla quantità.

## Descrizione
È di colore biondo dorato, larga fino a 8 cm, di peso compreso tra 150 e i 400 grammi e con un caratteristico appiattimento orizzontale. Sua caratteristica fondamentale però è l'estrema dolcezza che si mantiene anche per lunghi mesi dopo la raccolta.

## Produzione
I produttori della cipolla bionda di Cureggio e Fontaneto sono principalmente piccoli contadini o coltivatori diretti che affiancano la coltivazione di questo prodotto ad altre attività agricole, questo per precisa scelta del titolare del marchio Slow Food (Pro loco di Fontaneto) che ha stabilito di mantenere una quantità prodotta non eccessiva per cercare di ottenere la massima qualità possibile. Questo fatto è sottolineato anche dal disciplinare che impone la raccolta manuale.
La coltivazione è autorizzata solamente nel territorio dei due comuni.
La semina avviene in vivaio, tipicamente una semina precoce attorno a Natale e poi un'altra più tardiva a febbraio; segue a maggio il trapianto in campo. La raccolta inizia ad agosto e viene fatta esclusivamente a mano.
Il disciplinare esclude l'irrigazione durante il periodo vegetativo tranne in fase di impianto oppure di irrigazione di soccorso nelle estati siccitose. La difesa fitosanitaria è lasciata a discrezione del coltivatore (alcuni produttori ad esempio hanno scelto di evitare ogni tipo di trattamento) seguendo però i dettami della lotta integrata secondo i regolamenti della regione Piemonte.
Una volta raccolta ed asciugata la cipolla si conserva per diversi mesi, anche fino alla primavera successiva.

## Usi
La cipolla bionda di Cureggio e Fontaneto accompagna naturalmente tutta una serie di piatti di origine contadina tipici della zona: la paniscia novarese, la frittata rognosa (frittata con cipolla e salam dla doja), la rustida (zuppa preparata con le frattaglie della macellazione del maiale), la cassola, i brasati e la zuppa di cipolle. È comunque adatta come base per soffritti.